# Paratrechina picta
Paratrechina picta är en myrart som beskrevs av Wheeler 1927. Paratrechina picta ingår i släktet Paratrechina och familjen myror. Inga underarter finns listade i Catalogue of Life.